# Zonerodius heliosylus
El avetoro del bosque o garza tigre de Nueva Guinea (Zonerodius heliosylus) es un ave de la familia de las garzas (Ardeidae). Esta especie es única en el género Zonerodius. Se encuentra en Indonesia y Papúa Nueva Guinea.
- Datos: Q217725
- Multimedia: Zonerodius heliosylus / Q217725
- Especies: Zonerodius heliosylus